# بلدرچین آبی آفریقایی
بلدرچین آبی افریقایی (نام علمی: Coturnix adansonii) نام یک گونه از تیره قرقاولیان است.